# A bahái hit jelképei
A bahái hit  jelképei a hittel való azonosulás kifejezésére szolgálnak: a kilencágú csillagot, a "Legnagyobb név" kalligráfiát, a gyűrű-jelképet vagy az ötágú csillagot használják a hívők.

Kilencágú csillag, a bahái hit jelképe.

## Kilencágú csillag
Az abdzsad rendszere szerint a Baháʼ szó számszerű megfelelője a 9, ezért a számot gyakran használják a baháʼí hit jelképeiben. A számhoz kapcsolódó leggyakrabban használt jelkép a kilencágú csillag. ; Bár a csillag nem része a baháʼí hit tanításainak, mégis gyakran használják a „9”- szám jeleként, mivel ezt a számot a tökéletességgel, az egységgel és a baháʼval hozzák összefüggésbe.
A 9-es szám is többször előfordul a bahái történelemben és tanításaiban. A szám jelentőségéről Shoghi Effendi ezt írta:
"Ami a kilences számot illeti: a bahái vallás hívei két okból is tisztelik ezt a számot, először is azért, mert a számok iránt érdeklődők a tökéletesség jelének tekintik. A második ok, amely a fontosabb, az, hogy ez a „Bahá” szó számértéke."
E kettő indokláson kívül a kilences számnak nincs más jelentése.
Sírköveken való használatát Shoghi Effendi, a vallás akkori vezetője hagyta jóvá 1944-ben.
2022. szeptember 13-án a szimbólum bekerült az Unicode-ba "kilencágú fehér csillag" néven (kódja: U+1F7D9).

## Ötágú csillag
Az ötágú csillag, pentagram vagy haykal (arabul: templom) a bahái hit egyik jelképe, amelyet Shoghi Effendi, a bahái hit vezetője említett a 20. század első felében:
"Szigorúan véve az ötágú csillag a mi hitünk jelképe, ahogyan a Báb használta és ahogyan Ő magyarázta".
Az ötágú csillagot a Báb és a Baháʼu'lláh is használta különleges betűk vagy táblák vázlataként.
A Haykal a héber hēyḵāl szóból származó tetragrammikus kölcsönszó, amely templomot jelent, pontosabban Salamon templomát Jeruzsálemben. Arabul a szó valaminek a testét vagy formáját is jelenti, különösen az emberi testet. A bahái hagyományban a hájkál a Báb által létrehozott szimbólum, ami az emberi testet jelképezi fejjel, két kézzel és két lábbal. A Báb számos levelet, táblát, imát és egyéb szöveget írt, amelyeken szerepel az ötágú csillag jele, köztük néhányat a Baháʼ szó több származéka szerepel (lásd alább). más perzsa és arab bahái írásokban a haykal általánosan is használatos a testületi szervezetekre, az emberi politikai testre stb való utalásként.
Baháʼu'lláh a Súriy-i-Haykal (A Templom táblája) egy ötágú csillag alakjában írta. Bár a szó templom jelentése megmaradt, a haykal elsősorban az emberi testet jelenti, de különösen Isten Megnyilvánulásának – Isten küldöttjének – és magának Baháʼu'lláhnak a személyét. A haykal Isten szavára is utal, amelyet Isten megnyilvánulásai által nyilatkoztatnak ki. Azt is mondta:
„Ó Élő Templom! Mi, az igazat megvallva, ... arra rendeltünk Téged, hogy az Ég és a Föld közötti Üzenetem jelképe legyél...".

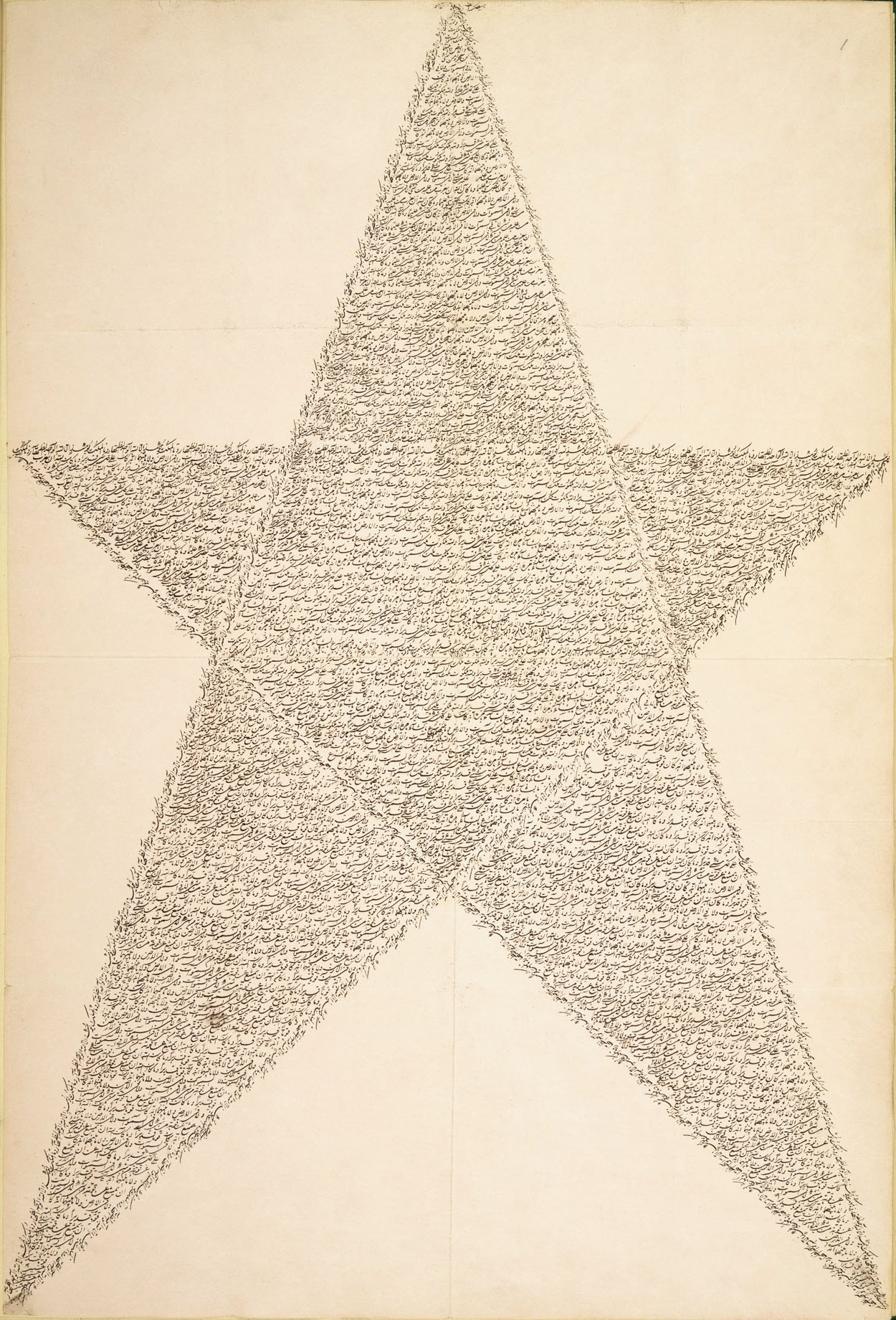
A Báb saját kezével írt Haykal
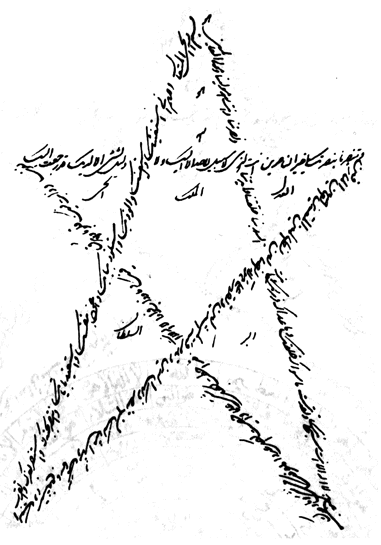
Második példa Haykal-ra, a Báb kézírásával
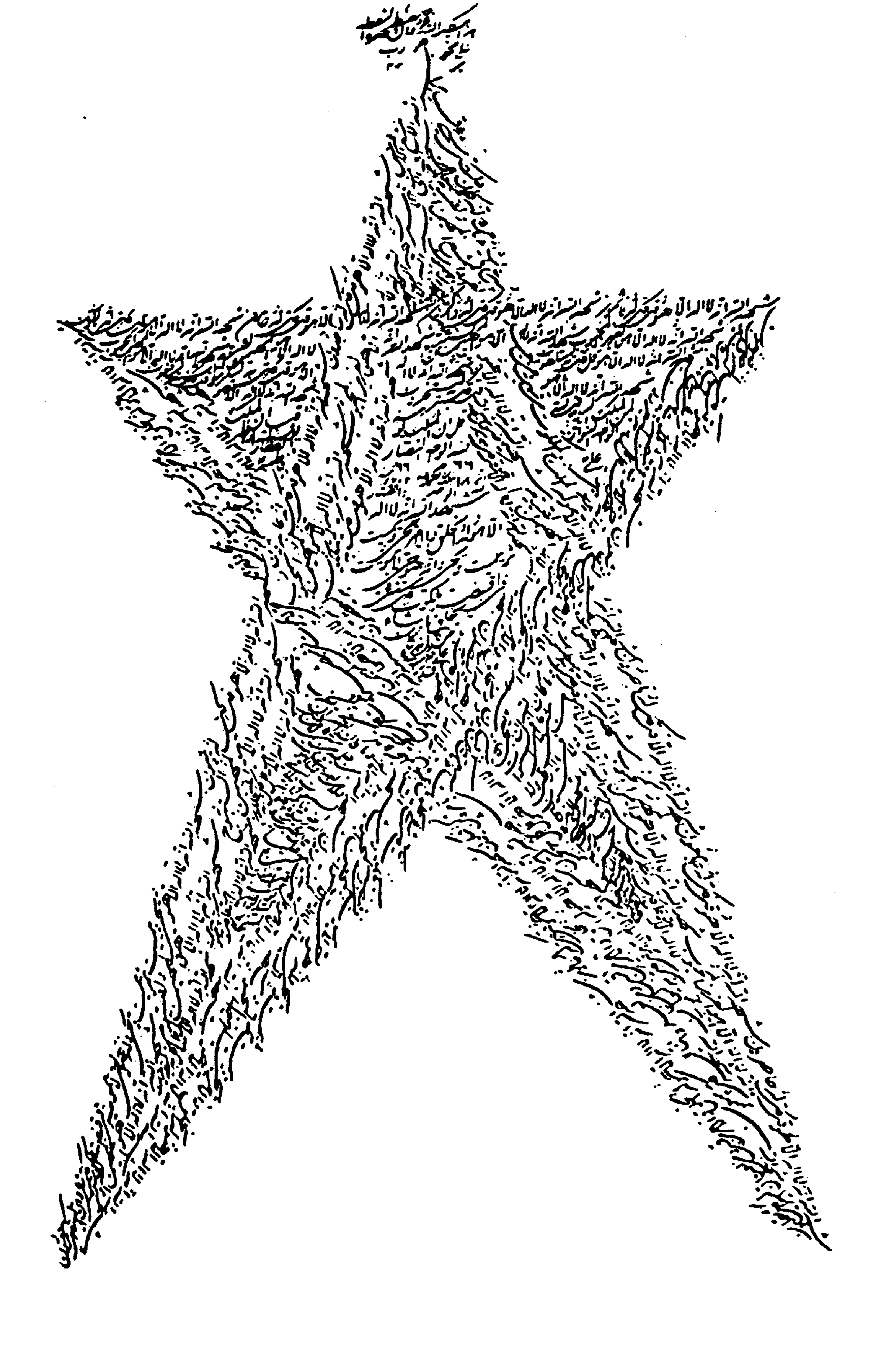
Harmadik példa a hajkal-ra, ugyancsak a Báb kézírásával

## A Legnagyobb Név

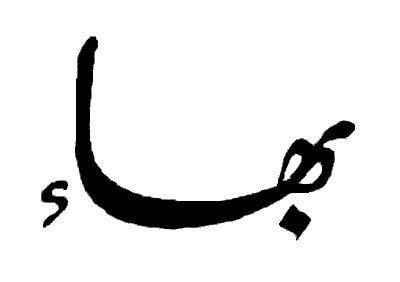
A Baháʼ szó

Az iszlámban Istennek 99 neve van, és egyes muszlim hagyományokban úgy tartják, hogy van egy különleges, rejtett 100. név, amely a legnagyobb. A baháʼí szerint ez a „legnagyobb név” a Baháʼ (بهاء), amit dicsőségnek, ragyogásnak fordítanak. A Baháʼí hit számos jelképe a Baháʼ szóból ered. Ez a gyökszó számos más névben és kifejezésben is használatos, például Baháʼí (Baháʼ követője), Baháʼu'lláh „Isten dicsősége”, ʻAbdu'l-Bahá „A dicsőség szolgája”, Yá Baháʼu'l-Abhá „Ó te dicsőséges a legdicsőségesebb” és Alláh-u-Abhá „Isten a legdicsőségesebb”.

A legnagyobb név kalligráfiája

Baháʼu'lláh írásaiban gyakran hivatkozott a vallás hívőire „Baháʼ népeként”. A Báb egy táblát küldött Baháʼu'lláhnak, amelyen a Baháʼ szó 360 származéka szerepel. A napi imák mellett a baháʼi hit híveit arra ösztönzik, hogy egyfajta meditációként 95-ször mondják el az „Alláh-u-Abhá” kifejezést.

A "legnagyobb név" arab írással, és a betűk latin átírása.

A Legnagyobb Névként ismert jelkép a „Yá Baháʼu'l-Abhá” (arabul: يا بهاء الأبهى), amit általában 'legdicsőségesebb ragyogás!'-nak, vagy „Ó, Te a legdicsőségesebb dicsősége!”-nek fordítanak le. Ezt a fordítást eredetileg a korai baháʼí kalligráfus, Mishkín-Kalam rajzolta, később a vallás követői használni kezdték.
Mivel ez a szimbólum közvetlenebbül utal isten nevére és Isten megnyilvánulására, ezért általában nem használják díszítésre, csak kivételes alkalmakkor. Általában a baháʼí otthonokban és a korlátozott számban gyártott gyűrűkön lehet látni.

## A gyűrű jel
A gyűrű jelét ʻAbdu'l-Bahá tervezte, ez a bahái hit leggyakrabban használt jelképe, amelyet a vallás követői gyűrűkön viselnek, de nyakláncokon, könyvborítókon és festményeken is használják. Két csillagból (haykal) áll, amelyek között a Baháʼ szó stilizált alakja van. Az alsó vonal az emberiséget és a teremtés világát, a felső vonal Isten világát, a középső Isten megnyilvánulásának különleges állomását és a kinyilatkoztatás világát jelképezi; a függőleges vonal az Istentől a megnyilvánulásokon keresztül az emberiség felé haladó ősi akarat. Az Isten Megnyilvánulásának jelképéről azt mondják, hogy az Istennel összekötő pont. A két csillag vagy hajkál Baháalláhot és a Bábot jelképezi. Valószínűleg az sem véletlen, hogy a szimbólum alakja hasonlóságot mutat a vang (王 – király), jáde császár (玉帝) és a mester (主) jelentésű kínai írásjelekkel.
- A baháʼí vallásban használatos gyűrű jel művészi ábrázolása.

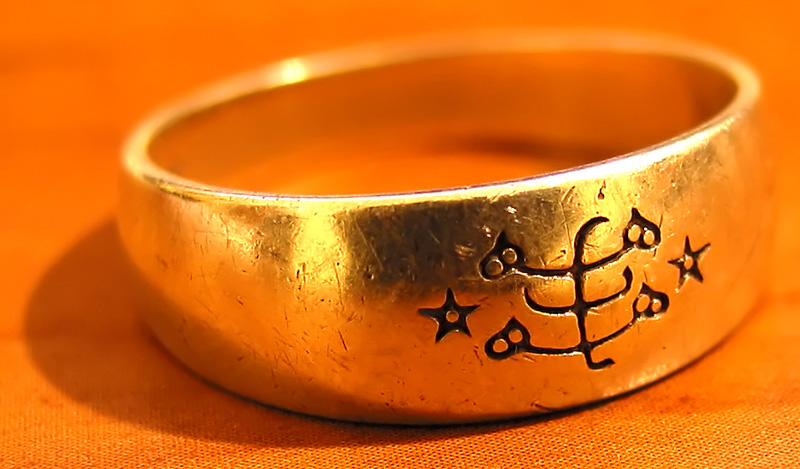
A jelkép egy gyűrűn, ahogyan a neve mutatja.
A gyűrű jel SVG formátumú rajza.

## Fordítás
Ez a szócikk részben vagy egészben  a   Baháʼí symbols című angol Wikipédia-szócikk ezen változatának fordításán alapul.  Az eredeti cikk szerkesztőit annak laptörténete sorolja fel. Ez a jelzés csupán a megfogalmazás eredetét és a szerzői jogokat jelzi, nem szolgál a cikkben szereplő információk forrásmegjelöléseként.